# Стратович Анатолій Гримович
Анато́лій Гри́мович Страто́вич (7 квітня 1962, Житомир, УРСР — 26 січня 2015, с. Спартак, Ясинуватський район, Донецька область, Україна) — солдат 95-ї окремої аеромобільної бригади Збройних Сил України, учасник російсько-української війни. Один із «кіборгів».

## Життєпис
Народився 7 квітня 1962 року в місті Житомирі. У 1977 році закінчив 9 класів Житомирської середньої школи № 34 (нині — Житомирський міський колегіум).
Проходив строкову військову службу в лавах Збройних Сил Радянського Союзу. Служив в військах спеціального призначення Головного розвідувального управління Генерального штабу Збройних Сил Радянського Союзу. Під час проходження строкової військової служби брав участь в бойових діях на території Республіки Афганістан.
Взимку 2013—2014 років перебував на Майдані Незалежності у Києві, де був активним учасником Революції Гідності. Брав активну участь у діяльності Громадського об'єднання «Самооборона Житомирщини», зокрема в заходах з охорони громадського порядку та наданні волонтерської допомоги підрозділам Збройних Сил України у районі Антитерористичної операції.
У серпні 2014 року добровільно звернувся до Житомирського об'єднаного міського військового комісаріату та був направлений для проходження військової служби за мобілізацією в 95-ту окрему аеромобільну бригаду. Снайпер роти снайперів.
Загинув 26 січня 2015 року, виконуючи завдання з евакуації поранених бійців з поля бою в районі с. Спартак, Ясинуватський район, Донецька область, поблизу поблизу Донецького аеропорту. Разом з Анатолієм загинули прапорщик Михайло Рачок, солдат В'ячеслав Гага, солдат Денис Синюк, сержант Олександр Білокуров. Зазнали поранень старший лейтенант Костянтин Султанбагомаєв і старший солдат Микола Вознюк.
По смерті залишилися мати, дружина, двоє дітей і двоє внуків.
1 лютого 2015 року похований у м. Житомир, Смолянське військове кладовище.

## Нагороди та вшанування
- Указом Президента України № 282/2015 від 23 травня 2015 року, «за особисту мужність і високий професіоналізм, виявлені у захисті державного суверенітету та територіальної цілісності України, вірність військовій присязі», нагороджений орденом «За мужність» III ступеня (посмертно)[1].
- Нагороджений нагрудним знаком «За оборону Донецького аеропорту» (посмертно).
- 17 листопада 2015 року в місті Житомирі на фасаді будівлі Житомирського міського колегіуму (вулиця Івана Мазепи, 18), де навчався Анатолій, йому встановлено меморіальну дошку[2][3].
- Вшановується в меморіальному комплексі «Зала пам'яті», в щоденному ранковому церемоніалі 26 січня[4][5].